# Ropica javana
Ropica javana là một loài bọ cánh cứng trong họ Cerambycidae.